# فرودگاه پپلار گرو
 فرودگاه پپلار گرو (به انگلیسی: Poplar Grove Airport) یک فرودگاه همگانی است که یک باند فرود آسفالت دارد و طول باند آن ۱۱۵۰ متر است. این فرودگاه در کشور ایالات متحده آمریکا قرار دارد و در ارتفاع ۲۶۱٫۵ متری از سطح دریا واقع شده است.